# Új-zélandi füves puszták

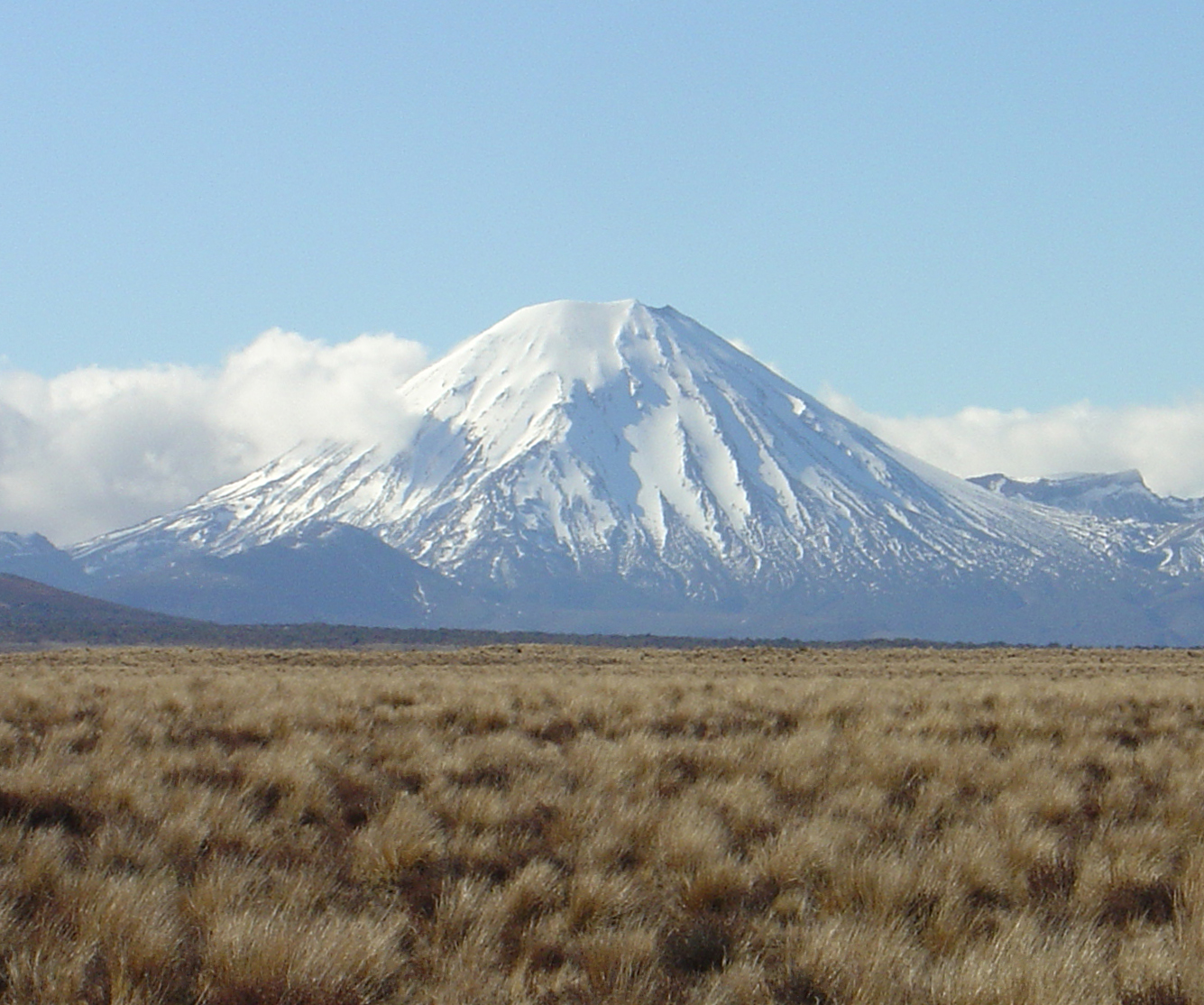
Fűcsomós puszta a Mount Ngauruhoe közelében

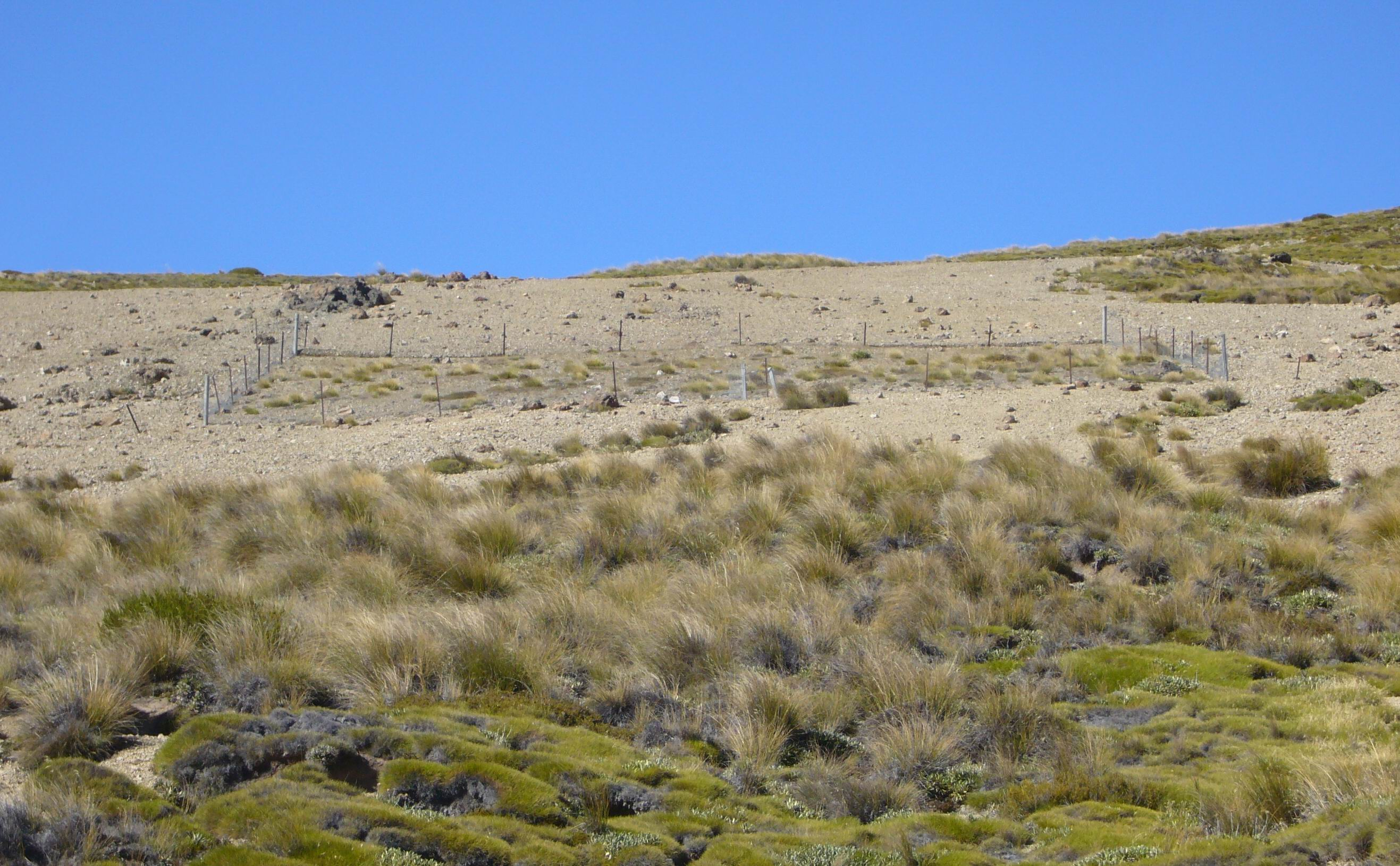
A betelepített növényevő emlősállatokat kizáró kerítéssel igyekeznek rekonstruálni az eredeti füves pusztát egy parcellán

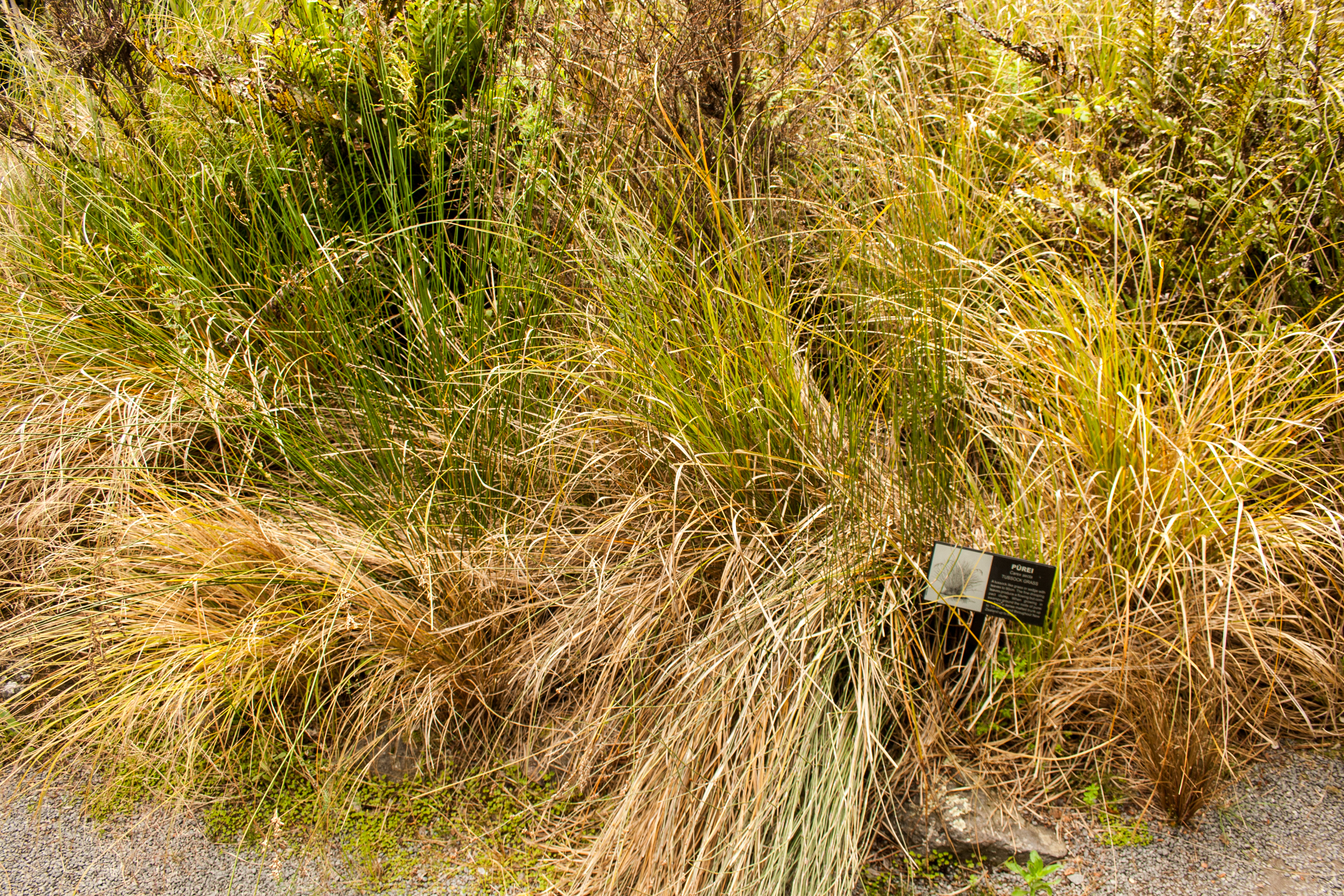
Carex secta, új-zélandi fűféle a Christchurchi Botanikus Kertben

Az új-zélandi füves puszták (Tussock grasslands) az ország jellegzetes növénytársulásai, amelyek alapvetően meghatározzák a Déli-sziget nagy részének, valamint kisebb mértékben az Északi-sziget középső részének a tájképét. Ezeknek a száraz, hullámzó dombvidékeken és síkságokon kialakult fűtársulásoknak a növényei jellegzetes halmokban, nagyobb csomókban csoportosulnak és általában a sás, chionochloa, csenkesz, és poa nemzetségekbe tartoznak. A legnagyobb fűhalmok elérhetik a 2 méteres magasságot, koruk több száz év is lehet.

## Jellegzetességei
Az ország füves területeinek fő jellegzetessége a növények halmokban, csomókban történő csoportosulása. Ez a forma a túlélést segíti elő. Az ilyen fűcsomók sokkal ellenállóbbak a tüzekkel szemben, mint például a fás növények. Az országban mintegy 190 őshonos fűfajta él, ezek a chionochloa, poa és festuca (csenkesz) nemzetségekhez tartoznak. A chionochloa nemzetség 24 fajának nagy többsége a jellegzetes csomókban tenyészik, csakúgy, mint a másik két nemzetség fajainak legfontosabbjai. Ezeken a füves pusztákon növényevő emlősök nem éltek, a füveket és termésüket csak madarak és rovarok fogyasztották.

## Történetük
Az emberek érkezése előtti 10 000 évben, a holocén idején, az új-zélandi füves, valamint a bozótos és erdős területek nagysága, aránya az éghajlat és a természetes tűzvészek gyakoriságának függvényében alakult. A füves területek a szárazabb és hűvösebb vidékekre terjedtek ki. Kis részük – 2% körül – alacsony növésű, szőnyeg-szerű, nem csomós fűvel benőtt terület volt.
A maorik letelepedésük után sokfelé tűzzel irtották az erdőket, ezért a füves puszták aránya az 1800-as évek elejére érte el a maximumát, az összes szárazföldi terület mintegy 31%-át (83 700 km²).
Az európai telepesek aztán a helyi csomós füveket gyakran nagy területeken felégették és importált fűfajtákkal helyettesítették a hatékonyabb legeltetés érdekében, más területeket pedig intenzív mezőgazdasági művelés alá vontak. Ma azonban az eredeti növényzetet már nagyra értékelik és igyekeznek óvni. Jelentős méretű természetvédelmi területeket is kialakítottak a védelmükre. Ezeknek a fűfajtáknak egy része kerti növényként is népszerűvé vált.